# 製鋼
製鋼（せいこう）とは、鋼鉄（鋼）をつくること。特に銑鉄を脱炭して鋼鉄をつくる工程を指す。

## 産鉄の種類と操作
鋼鉄をつくるには様々な方法がある。直接製鉄法では炭素濃度の低い錬鉄から鋼鉄を得るのに対し、間接製鉄法では一度炭素濃度の高い銑鉄を作った上でこれを脱炭して鉄鋼を得る。一般には後者において銑鉄を脱炭して鋼鉄をつくる工程を製鋼という。

### 直接製鉄法
直接製鉄法では鉄鉱石が比較的低温のまま固体直接還元することによって、まず炭素濃度の低い錬鉄を得る。この錬鉄はそのままでは柔らかいため、加工時に炭素を高温で固体吸収させることで鋼鉄を得る。この操作は浸炭と呼ばれる。

### 間接製鉄法
間接製鉄法では溶融した鉄に炭素を溶け込ませて還元し（溶融・還元・浸炭）、この高濃度の炭素を含む溶銑を脱炭して鉄鋼を得る。
鉄鉱石を溶融して炭素濃度の高い液体の銑鉄（溶銑）をつくる工程を製銑という。この液化鉄の状態で脈石など浮き出た不純物を取り出す。さらに銑鉄を脱炭して鋼鉄を得る操作が製鋼の工程にあたる。

### たたら製鉄
たたら製鉄にも銑鉄を製造しない直接製鋼法（ケラ押し法）と銑鉄を製造する間接製鋼法（ズク押し法）がある。しかし、一般的な間接製鉄法はいったん炭素濃度4 %の銑鉄を得るのに対し、たたら製鉄で得られる玉鋼は炭素濃度がより低い。そのため、たたら製鉄は直接製鉄法にも間接製鉄法のいずれにも当てはまらない別の種類に分けられることもある。